# Monkey Man (film)
Monkey Man är en amerikansk actionthrillerfilm från 2024. Filmen är regisserad av Dev Patel, som även skrivit manus tillsammans med Paul Angunawela och John Collee.
Filmen hade biopremiär i Sverige den 5 april 2024, utgiven av Universal Pictures.

## Handling
Filmen kretsar kring en ung man som ämnar hämnas mot de korrupta ledarna som mördade hans mor.

## Rollista (i urval)
- Dev Patel – Kid / Bobby / Monkey Man
- Sharlto Copley – Tiger
- Pitobash – Alphonso
- Vipin Sharma – Alpha
- Sikandar Kher – Rana Singh
- Sobhita Dhulipala – Sita
- Ashwini Kalsekar – Queenie Kapoor
- Adithi Kalkunte – Neela
- Makarand Deshpande – Baba Shakti